# Rhynchosia heterophylla
Rhynchosia heterophylla är en ärtväxtart som beskrevs av Lucien Leon Hauman. Rhynchosia heterophylla ingår i släktet Rhynchosia och familjen ärtväxter. Inga underarter finns listade i Catalogue of Life.